# 的良みらん
的良 みらん（まとら みらん、アルファベット表記: MATRA MILAN、9月28日 - ）は、日本の漫画家。男性。
ペンネームは、フランスにかつて存在し軍事・航空宇宙関連を多く手がけていた総合企業、Matra（マトラ）社と、フランスとドイツが共同開発した対戦車ミサイルであるMilan（ミラン）に由来する。

## 経歴
1992年に青山学院大学漫画研究会にて武富健治・高岡基文等とともに「ゴッドな漫画製作委員会」を設立し、コミックマーケットに参加する。1997年、杉村麦太に誘われて『COMIC阿呍』（ヒット出版社）に応募した「リャナンシーの花」が第3回新人漫画賞に入選、同作が8月号に掲載されデビュー。以後『COMIC阿吽』にて成人向け漫画を主に執筆していたが、2006年に富士見書房『月刊ドラゴンエイジ』2月号で『状況開始っ!』の読み切りコミカライズ、続けてオリジナル作品『おまもりひまり』の連載を7月号から開始し、一般向け漫画雑誌でのデビューを果たした。
作品の傾向としては、ファンタジーやSF風の世界を舞台にしたものが多く、またヒロインが銃を撃ちまくるといったアクション的要素もしばしばある。また一方で作者が｢毒」好みらしく、時折シビアな欝展開の話が出る場合もある（しかし話の最後では救われるような展開になることがほとんどである）。
ペンネームの由来が示すように、銃火器に対する知識は深く、作品中での銃火器の描写は細かい。
ヒット出版社刊の多くの単行本において、登場キャラクターの詳細な設定を後書きページに記載しており、特にイメージ・ボイスについて必ず言及がされている。

## 作品リスト

### コミックス
成人向け
- 『異形景色』 （1998年6月初版発行[4]、ヒット出版社〈セラフィンコミックス〉、ISBN 4-89465-039-8）
- 『KITTY MINT』 （1999年5月初版発行[4]、ヒット出版社〈セラフィンコミックス〉、ISBN 4-89465-072-X）
  - 『KITTY MINT 新装版』 （2008年12月発売、ヒット出版社〈セラフィンコミックス〉、ISBN 978-4-89465-421-1）
- 『不感空間』 （1999年10月初版発行[4]、ヒット出版社〈セラフィンコミックス〉、ISBN 4-89465-093-2）
- 『PALLADIUM GARDEN』 （2000年9月初版発行[4]、ヒット出版社〈セラフィンコミックス〉、ISBN 4-89465-129-7）
  - 『PALLADIUM GARDEN 新装版』 （2009年2月発売、ヒット出版社〈セラフィンコミックス〉、ISBN 978-4-89465-426-6）
- 『異空幻窓』 （2001年4月初版発行[4]、ヒット出版社〈セラフィンコミックス〉、ISBN 4-89465-160-2）
  - 『異空幻窓 新装版』 （2009年1月発売、ヒット出版社〈セラフィンコミックス〉、ISBN 978-4-89465-422-8）
- 『無限想刻』 （2002年7月初版発行[4]、ヒット出版社〈セラフィンコミックス〉、ISBN 4-89465-203-X）
- 『緋牙刻』 （2003年8月初版発行[4]、ヒット出版社〈セラフィンコミックス〉、ISBN 4-89465-234-X）
  - 『緋牙刻 新装版』 （2009年12月発売、ヒット出版社〈セラフィンコミックス〉、ISBN 978-4-89465-464-8）
- 『奇望恋月』 （2004年5月初版発行[4]、ヒット出版社〈セラフィンコミックス〉、ISBN 4-89465-269-2）
  - 『奇望恋月 新装版』 （2010年3月発売、ヒット出版社〈セラフィンコミックス〉、ISBN 978-4-89465-474-7）
- 『Angelical Pendulum』 （ヒット出版社〈セラフィンコミックス〉、全2巻）
  1. 2005年1月初版発行[4]、ISBN 4-89465-289-7
  2. 2005年10月初版発行[4]、ISBN 4-89465-309-5

一般向け
- 『状況開始っ!』 （2006年、富士見書房『月刊ドラゴンエイジ』2月号掲載、読み切り）
『おまもりひまり』第5巻にボーナストラックとして収録
- 『おまもりひまり』 （2007年 - 2013年、富士見書房『月刊ドラゴンエイジ』連載、全12巻）
- 『神殺姫ヂルチ』 （2014年 - 2017年、富士見書房『月刊ドラゴンエイジ』連載、〈ドラゴンコミックスエイジ〉、全5巻）
  1. 2015年3月9日発売[5]、ISBN 978-4-04070-510-1
  2. 2015年12月5日発売[6]、ISBN 978-4-04070-787-7
  3. 2016年6月9日発売[7]、ISBN 978-4-04070-917-8
  4. 2017年1月7日発売[8]、ISBN 978-4-04072-145-3
  5. 2017年11月9日発売[9]、ISBN 978-4-04072-492-8
- 『黒姉インソムニア』 （2018年 - 2019年、富士見書房『月刊ドラゴンエイジ』連載、〈ドラゴンコミックスエイジ〉、全3巻）
  1. 2018年9月7日発売[10]、ISBN 978-4-04072-878-0
  2. 2019年4月9日発売[11]、ISBN 978-4-04073-136-0
  3. 2020年1月9日発売[12]、ISBN 978-4-04073-390-6
- 『魔弾の王と凍漣の雪姫』 （2020年 - 2022年、原作：川口士、キャラクターデザイン：美弥月いつか、集英社『水曜日はまったりダッシュエックスコミック』連載、全3巻）

### ゲーム原画
- 『ALMA〜ずっとそばに…〜』 （2003年5月2日発売、Bonbee!）(※18禁)